# Brest pod Učkom
 Brest pod Učkom  (olaszul: Olmeto di Bogliuno) falu Horvátországban, Isztria megyében. Közigazgatásilag települések Lupoglavhoz tartozik.

## Fekvése
Az Isztriai-félsziget északkeleti részén, Buzettól 18 km-re délkeletre, Abbáziától 10 km-re nyugatra, községközpontjától 5 km-re délkeletre Ćićarija-hegység fennsíkjának déli szegélyén, a 818 méteres Šebrn nevű hegy alatt és a Lupoglav – Matulji főút felett fekszik. A faluba egy alsóbb rendű út vezet be.

## Története
A falu a múltban a lupoglavi uradalomhoz tartozott és egy időben önálló birtok is volt. A pazini grófság határán helyezkedett el. A 15. és 16. században vlach (isztroromán) népesség telepedett itt le, de nem élték túl a 16. és 17. század háborúit. Az uszkók háborút követően a török hódítás elől menekülő új lakosok érkeztek. Lakói hagyományosan mezőgazdasággal, állattartással foglalkoztak. Szent Kereszt tiszteletére szentelt temploma a 17. században épült a régebbi templom helyén. 1857-ben 215, 1910-ben 304 lakosa volt. A második világháború idején német csapatok gyújtották fel. 2011-ben 58 lakosa volt.

## Lakosság
| Lakosság változása | Lakosság változása | Lakosság változása | Lakosság változása | Lakosság változása | Lakosság változása | Lakosság változása | Lakosság változása | Lakosság változása | Lakosság változása | Lakosság változása | Lakosság változása | Lakosság változása | Lakosság változása | Lakosság változása | Lakosság változása |
| ------------------ | ------------------ | ------------------ | ------------------ | ------------------ | ------------------ | ------------------ | ------------------ | ------------------ | ------------------ | ------------------ | ------------------ | ------------------ | ------------------ | ------------------ | ------------------ |
| 1857               | 1869               | 1880               | 1890               | 1900               | 1910               | 1921               | 1931               | 1948               | 1953               | 1961               | 1971               | 1981               | 1991               | 2001               | 2011               |
| 215                | 222                | 242                | 291                | 290                | 304                | 314                | 280                | 224                | 243                | 178                | 122                | 69                 | 51                 | 46                 | 58                 |

## Nevezetességei
A Szent Kereszt tiszteletére szentelt temploma a 17. században épült a régebbi templom helyén. Egyszerű egyhajós épület a homlokzata felett nyitott római típusú harangtoronnyal. A megfeszített Krisztust ábrázoló oltárképe 1710-ben készült. Említésre méltók még a templom 1909-ben festett fali- és mennyezetképei. A templom körül temető található.